# Josef Laub

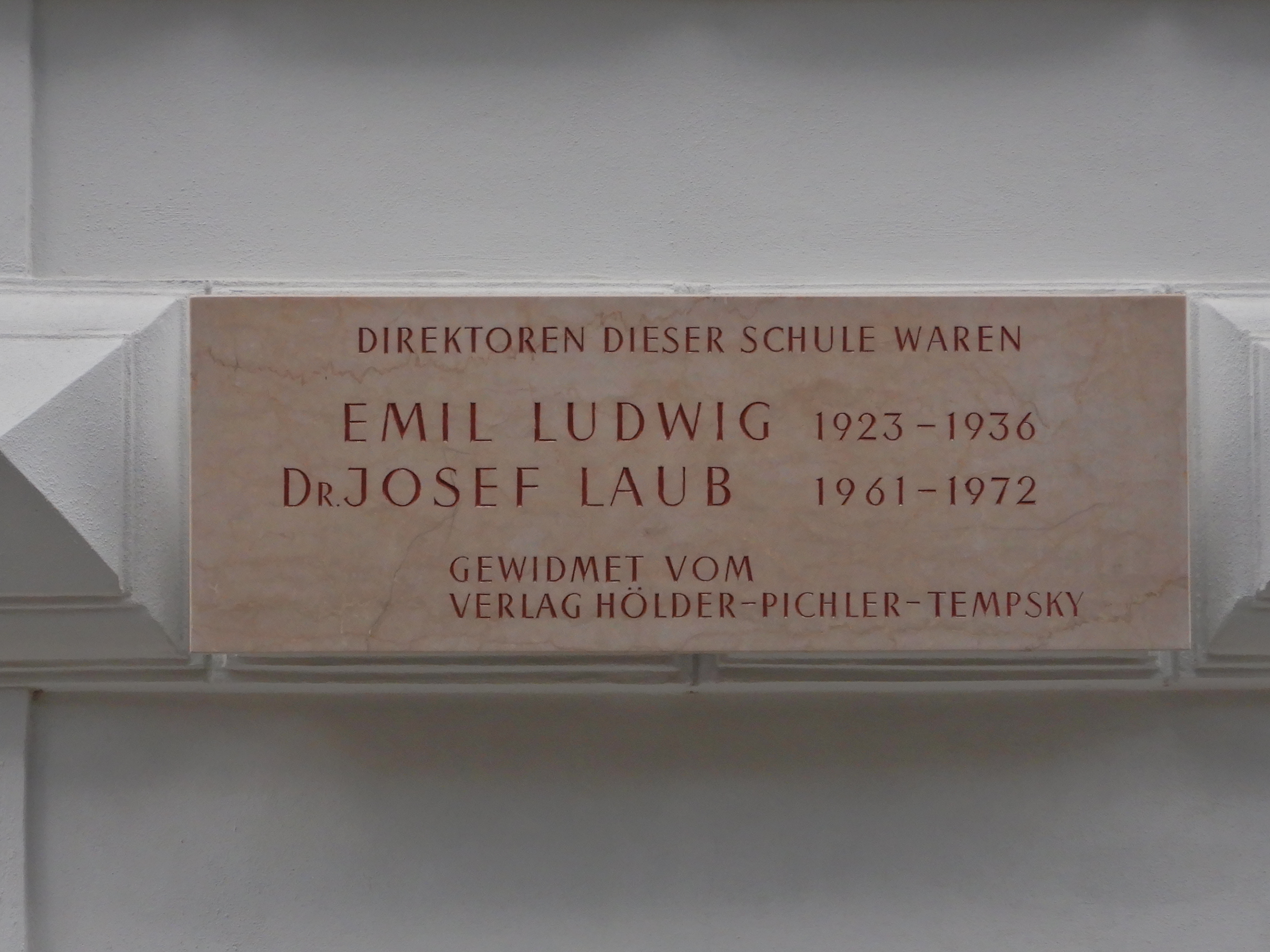
Gedenktafel für Dr. Josef Laub

Josef Laub (* 23. Jänner 1911 in Wien; † 18. Juni 1991 ebenda) war ein österreichischer Mathematiker.
Josef Laub studierte an der Universität Wien und an der TU Wien Mathematik und Darstellenden Geometrie. 1935 legte er die Lehramtsprüfung ab und unterrichtete zunächst in Wiener Neustadt. Während seines Militärdienstes im Zweiten Weltkrieg war er an der Luftfahrtforschungsanstalt in Braunschweig tätig. Im Jahr 1946 promovierte er an der TU Braunschweig. Ab 1949 war er Lehrer an der Realschule in Wien-Margareten. Er war Herausgeber von Integraltafeln und vielfacher Schulbuchautor.

## Werke (Auswahl)
- Lehrbuch der Mathematik für die Oberstufe der allgemeinbildenden höheren Schulen, 4te Aufl., Hölder-Pichler-Tempsky, 1970